# Mette Moltesen
Mette Moltesen ist eine dänische Klassische Archäologin, die lange Jahre an der Ny Carlsberg Glyptotek in Kopenhagen wirkte. Ihre Forschungsschwerpunkte liegen auf den Gebieten der antiken Plastik, der Etruskologie und der Sammlungsgeschichte.

## Leben und Leistungen
Mette Moltesen studierte Klassische Archäologie an der Universität Kopenhagen und erlangte dort 1973 ihren Master-Abschluss. Sie war von 1978 bis zu ihrer Pensionierung 2012 für mehr als 30 Jahre Kuratorin an der Ny Carlsberg Glyptotek in Kopenhagen, einer der bedeutendsten Sammlungen antiker Skulpturen der Welt, zuletzt im Range einer Museumsinspektorin. Ihr Forschungsschwerpunkt liegt einerseits auf den Werken der antiken Skulptur und der Geschichte der Sammlung der Ny Carlsberg Glyptotek, auf der anderen Seite auf der Etruskologie, dort insbesondere bei der Malerei der etruskischen Gräber. An Ausgrabungen nahm sie unter anderem in La Giostra bei Rom teil, wo ein Militärlager aus der mittleren römischen Republik gefunden wurde, sowie am Nemisee, wo eine römische Villa gefunden wurde.
Ausgehend von Objekten in der Kopenhagener Glyptotek forscht Moltesen zu einzelnen Statuen, etwa der Statuengruppe vom Esquilin, dem Antinoos Casali oder den fliehenden Niobiden. Bei einer mit Cornelia Weber-Lehmann 1991 kuratierten Ausstellung in Kopenhagen, die 1992 auch im Winckelmann-Museum in Stendal gezeigt wurde, verband sie ihr Interesse an der bildlichen Grabkunst der Etrusker mit der Fachgeschichte insbesondere des Kopenhagener Museums, wurden hier doch historische Faksimiles der etruskischen Grabmalereien gezeigt, die diese noch im Fundzustand zeigen und damit durch ihre Detailfülle und ihre Farben beeindrucken. Sie untersuchte die frühe Geschichte ihres Museums, insbesondere die Beziehung zwischen dem Sammler und Gründer Carl Jacobsen und seinem Kunstagenten in Rom, Wolfgang Helbig. Für den neuen Katalog der Sammlungen der Ny Carlsberg Glyptotek verfasste sie den Band zur Griechischen Klassik, mit Marjatta Nielsen zu den Etruskern und Mittelitalien, die Bände zwei und drei zur römischen Kaiserzeit sowie mit P. J. Riis und Pia Guldager den ersten Band des Skulpturenkatalogs mit den Werken der zypriotischen, ägäischen und graeco-phönizischen Kunst des Dänischen Nationalmuseums.
Moltesen ist seit 1987 korrespondierendes Mitglied des Deutschen Archäologischen Instituts.

## Publikationen (Auswahl)
- Wolfgang Helbig. Brygger Jacobsens agent i Rom 1887–1914. Ny Carlsberg Glyptotek, Kopenhagen 1987, ISBN 87-7452-065-2.
- mit Poul Jørgen Riis und Pia Guldager: Cypriote and Graeco-Phoenician Aegean (= The National Museum of Denmark. Department of Near Eastern and classical antiquities. Catalogue of ancient sculptures. Band 1). National Museum of Denmark, Kopenhagen 1989, ISBN 87-89438-01-9.
- mit Cornelia Weber-Lehmann: Catalogue of the copies of Etruscan tomb paintings in the Ny Carlsberg Glyptotek. Ny Carlsberg Glyptotek, Kopenhagen 1991, ISBN 87-7452-116-0.
- mit Cornelia Weber-Lehmann: Etruskische Grabmalerei. Faksimiles und Aquarelle. Dokumentation aus der Ny Carlsberg Glyptotek und dem Schwedischen Institut in Rom (= Zaberns Bildbände zur Archäologie. Band 7 = Sonderheft zur Antiken Welt. 1992/2). Philipp von Zabern, Mainz 1992, ISBN 3-8053-1528-7 [2. Auflage 1995].
- mit J. Rasmus Brandt: Excavations at La Giostra. A mid-Republican fortress outside Rome. "L'Erma" di Bretschneider, Rom 1994, ISBN 88-7062-873-6.
- The Lepsius marble samples. Ny Carlsberg Glyptotek, Kopenhagen 1994, ISBN 87-7452-147-0.
- Greece in the classical period. Catalogue. Ny Carlsberg Glyptotek. Ny Carlsberg Glyptotek, Kopenhagen 1995, ISBN 87-7452-169-1.
- Etruria and central Italy, 450–30 B.C. Ny Carlsberg Glyptotek, Kopenhagen 1996, ISBN 87-7452-197-7.
- mit Pia Guldager Bilde: A catalogue of sculptures from the sanctuary of Diana Nemorensis in the University of Pennsylvania Museum, Philadelphia (= Analecta Romana Instituti Danici. Supplementum 29). "L'Erma" di Bretschneider, Rom 2002, ISBN 88-8265-211-4.
- Imperial Rome II, Statues. Catalogue, Ny Carlsberg Glyptotek. Ny Carlsberg Glyptotek, Kopenhagen 2002, ISBN 87-7452-260-4.
- mit Patrick Kragelund und Jan Stubbe Østergaard: The Licinian tomb. Fact or fiction? Ny Carlsberg Glyptotek, Kopenhagen 2003, ISBN 87-7452-266-3.
- Perfect partners. The collaboration between Carl Jacobsen and his agent in Rome, Wolfgang Helbig, in the formation of the Ny Carlsberg Glyptotek 1887–1914. Ny Carlsberg Glyptotek, Kopenhagen 2012, ISBN 978-87-7452-330-7.[5]

Herausgeberschaften
- mit Anne Marie Nielsen: Agrippina Minor. Life and Afterlife – Liv og eftermaele (= Meddelelser fra Ny Carlsberg Glyptotek. Band 9). Ny Carlsberg Glyptotek, Kopenhagen 2007, ISBN 978-87-7452-296-6[6]
- mit Birte Poulsen: A Roman Villa by Lake Nemi. The Architecture. The Nordic Excavations by Lake Nemi, loc. S. Maria (1998–2002) (= Occasional papers of the Nordic Institutes in Rome. Band 10). 3 Bände, Edizioni Quasar, Rom 2020, ISBN 978-88-5491-053-9.
- mit Annette Rathje: Approaches to Ancient Etruria (= Acta Hyperborea. Band 16). Museum Tusculanum Press, Charlottenlund 2022, ISBN 978-87-635-4697-3.